# Parnassia kotzebuei
Parnassia kotzebuei — вид трав'янистих рослин родини бруслинові (Celastraceae), поширений на півночі Північної Америки й північному сході Азії.

## Опис
Багаторічна трава. Стрижнева коренева система присутня (короткий), або тільки волокнисті корені присутні. Стеблекорінь присутній (короткий і маленький). Стебла стоячі, 2–15(25) см. Листя: базальне в розетках; черешок 0.2–1(2) см; листова пластина 3.5–12(30) × 4–10(25) мм, основа від серцеподібної до клиноподібної, вершина від гострої до тупої; стеблові листки на проксимальній 1/2 стебла або відсутні.
Квіти одиночні: чашолистки голі, зелені, трав'янисті, поширюються на плоди, довгасто-ланцетні, до ланцетних із загостреним кінцем при основі, 4–8 мм, краї не напівпрозорі, цілі, верхівки тупі; пелюсток 5, зазвичай 3-жильні, від довгастих до еліптичних, 3–7 × 2–3 мм, білі, 0.8–1.3 від довжини чашолистків, основа округла або клиноподібна, поля цілі; тичинки 3–4.5 мм; пиляки 0.7–1 мм. Капсули коричневі (бліді), 6–12 мм. 2n=18(2x).

## Поширення
Північна Америка: Ґренландія, Канада, США; Азія: російський Далекий Схід, Сибір. Населяє вологі або сезонно сухі береги, луки, тундру, вологі вапнякові кам'янисті місця, відкриті хвойні ліси; 0–3800 м.